# Kirsten Nieuwendam
Kirsten Nieuwendam (* 26. August 1991 in Paramaribo) ist eine ehemalige surinamische Leichtathletin, die sich auf den Sprint spezialisiert hat. Aktuell ist sie Inhaberin des Landesrekordes im 200-Meter-Lauf.

## Sportliche Laufbahn
Erste internationale Erfahrungen sammelte Kirsten Nieuwendam im Jahr 2007, als sie bei den Südamerikameisterschaften in São Paulo in 12,23 s den achten Platz im 100-Meter-Lauf belegte und über 200 Meter mit 24,77 s auf Rang sieben gelangte. Anschließend schied sie bei den Panamerikanischen Spielen in Rio de Janeiro mit 12,29 s und 25,02 s jeweils in der Vorrunde über 100 und 200 Meter aus, ehe sie bei den Weltmeisterschaften in Osaka mit 24,52 s in der ersten Runde im 200-Meter-Lauf ausschied, womit sie einen neuen Landesrekord aufstellte. Im Jahr darauf schied sie bei den CARIFTA-Games in Basseterre mit 12,00 s und 24,50 s im Vorlauf über 100 und 200 Meter aus und anschließend kam sie auch bei den Juniorenweltmeisterschaften in Bydgoszcz mit 12,76 s und 25,10 s nicht über die erste Runde hinaus. Dank einer Wildcard startete sie im August über 200 Meter bei den Olympischen Sommerspielen in Peking und kam dort mit 24,46 s nicht über die Vorrunde hinaus. 2010 schied sie bei den Juniorenweltmeisterschaften im kanadischen Moncton mit 12,36 s im Halbfinale über 100 Meter aus und verzichtete dann auf einen Start über 200 Meter. 2012 nahm sie erneut dank einer Wildcard an den Olympischen Sommerspielen in London teil und schied dort mit 24,07 s in der ersten Runde aus und war dort zudem Fahnenträgerin Surinams während der Abschlussveranstaltung der Spiele. 2015 beendete sie ihre aktive sportliche Karriere im Alter von 24 Jahren.

## Persönliche Bestzeiten
- 100 m: 11,68 s (+0,1 m/s), 12. Mai 2012 in Madison
  - 60 m (Halle): 7,47 s, 27. Februar 2015 in New York City
- 200 m: 23,47 s (+0,8 m/s), 4. Mai 2012 in University Park (surinamischer Rekord)
  - 200 m (Halle): 23,76 s, 7. Januar 2012 in University Park